# TJ Spartak Třebíč
TJ Spartak Třebíč (celým názvem: Tělovýchovná jednota Spartak Třebíč) byl československý fotbalový klub, který sídlil v moravské Třebíči. Založen byl v roce 1953 jako Dobrovolná sportovní organisace Spartak Třebíč.
Největším úspěchem oddílu byla druholigová účast v ročníku 1954. V šesti sezonách hrál třetí nejvyšší soutěž (1953, 1955–1956 a 1958/59–1960/61).
Své domácí zápasy hrál od konce 50. let 20. století na hřišti za nemocnicí – „na Radostíně“.

## Historické názvy
Zdroj:
- 1953 – DSO Spartak Třebíč (Dobrovolná sportovní organisace Spartak Třebíč)
- 1956 – TJ Spartak Třebíč (Tělovýchovná jednota Spartak Třebíč) – fúze s DSO Tatran Třebíč a DSO Slavoj Třebíč[1]
- 1986 – zánik sloučením s TJ Elitex, TJTL, Sokolem, Jiskrou a TJ Kožichovice do TJ Třebíč

## Stručná historie klubu
Oddíl byl založen v roce 1953 jako DSO Spartak Třebíč a navázal na dlouholetou tradici Dělnického sportovního klubu Třebíč (1910–1952), který byl na Třebíčsku velmi populární a známý pod přezdívkou „Deska“ (ze zkratky DSK).
Ve své první sezoně byl nasazen do přeboru Jihlavského kraje (3. nejvyšší soutěž), ve kterém ihned zvítězil a postoupil do druhé nejvyšší soutěže. Po odehrání jednoho ročníku (1954) musel Spartak uhájit druholigovou příslušnost v soubojích s DSO Jiskra Třebíč, což se mu nepodařilo a sestoupil zpět do III. ligy – Oblastní soutěže. S výjimkou „dlouhé“ sezony 1957/58 (jaro 1957, podzim 1957, jaro 1958) – v níž se účastnil I. A třídy a přecházelo se zpět na hrací systém podzim–jaro – hrál v Oblastní soutěži (1955–1956 ve skupině C, 1958/59–1959/60 ve skupině D). Naposled se ve třetí nejvyšší soutěži objevil v ročníku 1960/61.
Od sezony 1961/62 působil klub střídavě v jihomoravské I. A třídě (1961–1965, 1967–1969, 1973–1975, 1976–1979, 1980/81 a 1984/85) a oblastním/župním/krajském přeboru (oblast: 1965/66 a 1966/67, župa: 1969/70, 1970/71 a 1971/72, kraj: 1972/73, 1975/76, 1981/82, 1982/83, 1983/84 a 1985/86) – s výjimkou sezony 1979/80, kdy byl poprvé a naposled ve své historii účastníkem I. B. třídy Jihomoravského kraje. Klub se po celou svoji historii pohyboval mezi druhou a šestou nejvyšší soutěží.
Zanikl v roce 1986 sloučením s menšími třebíčskými tělovýchovnými jednotami do TJ Třebíč.

## Umístění v jednotlivých sezonách
Stručný přehled
Zdroj:
- 1953: Krajský přebor – Jihlava
- 1954: Celostátní československá soutěž v kopané
- 1955–1956: Oblastní soutěž – sk. C
- 1957–1958: I. A třída Jihlavského kraje
- 1958–1960: Oblastní soutěž – sk. D
- 1960–1961: Jihomoravský krajský přebor
- 1961–1963: I. třída Jihomoravského kraje – sk. A
- 1963–1965: I. A třída Jihomoravského kraje – sk. A
- 1965–1967: Jihomoravský oblastní přebor
- 1967–1969: I. A třída Jihomoravské oblasti – sk. A
- 1969–1972: Jihomoravský župní přebor
- 1972–1973: Jihomoravský krajský přebor
- 1973–1975: I. A třída Jihomoravského kraje – sk. A
- 1975–1976: Jihomoravský krajský přebor
- 1976–1979: I. A třída Jihomoravského kraje – sk. A
- 1979–1980: I. B třída Jihomoravského kraje – sk. A
- 1980–1981: I. A třída Jihomoravského kraje – sk. A
- 1981–1983: Jihomoravský krajský přebor
- 1983–1984: Jihomoravský krajský přebor – sk. A
- 1984–1985: Jihomoravská krajská soutěž I. třídy – sk. A
- 1985–1986: Jihomoravský krajský přebor – sk. A

Jednotlivé ročníky
Zdroj:
Legenda: Z – zápasy, V – výhry, R – remízy, P – porážky, VG – vstřelené góly, OG – obdržené góly, +/− – rozdíl skóre, B – body, červené podbarvení – sestup, zelené podbarvení – postup, fialové podbarvení – reorganizace, změna skupiny či soutěže
| Československo (1953 – 1986) |                                              |        |    |    |   |    |     |    |     |    |        |
| Sezóny                       | Liga                                         | Úroveň | Z  | V  | R | P  | VG  | OG | +/− | B  | Pozice |
| 1953                         | Krajský přebor – Jihlava                     | 3      | 11 | 9  | 0 | 2  | 51  | 14 | +37 | 18 | 1.     |
| 1954                         | Celostátní československá soutěž v kopané    | 2      | 18 | 2  | 3 | 13 | 33  | 61 | −28 | 7  | 9.     |
| 1955                         | Oblastní soutěž – sk. C                      | 3      | 22 | 8  | 5 | 9  | 49  | 62 | −13 | 21 | 8.     |
| 1956                         | Oblastní soutěž – sk. C                      | 3      | 22 | 8  | 0 | 14 | 47  | 69 | −22 | 16 | 10.    |
| 1957/58                      | I. A třída Jihlavského kraje                 | 4      | 33 | 23 | 2 | 8  | 137 | 69 | +68 | 48 | 1.     |
| 1958/59                      | Oblastní soutěž – sk. D                      | 3      | 26 | 12 | 1 | 13 | 57  | 65 | −8  | 25 | 9.     |
| 1959/60                      | Oblastní soutěž – sk. D                      | 3      | 28 | 8  | 2 | 18 | 38  | 75 | −37 | 18 | 14.    |
| 1960/61                      | Jihomoravský krajský přebor                  | 3      | 26 | 9  | 2 | 15 | 39  | 63 | −24 | 20 | 12.    |
| 1961/62                      | I. třída Jihomoravského kraje – sk. A        | 4      | 26 | 12 | 6 | 8  | 63  | 51 | +8  | 30 | 6.     |
| 1962/63                      | I. třída Jihomoravského kraje – sk. A        | 4      | 26 | 16 | 2 | 8  | 95  | 45 | +50 | 34 | 4.     |
| 1963/64                      | I. A třída Jihomoravského kraje – sk. A      | 4      | 25 | 9  | 3 | 13 | 36  | 44 | −8  | 21 | 11.    |
| 1964/65                      | I. A třída Jihomoravského kraje – sk. A      | 4      | 26 | 16 | 2 | 8  | 61  | 41 | +20 | 34 | 1.     |
| 1965/66                      | Jihomoravský oblastní přebor                 | 4      | 26 | 9  | 6 | 11 | 34  | 44 | −10 | 24 | 10.    |
| 1966/67                      | Jihomoravský oblastní přebor                 | 4      | 26 | 4  | 3 | 19 | 27  | 68 | −41 | 11 | 14.    |
| 1967/68                      | I. A třída Jihomoravské oblasti – sk. A      | 5      | 26 | 16 | 4 | 6  | 53  | 25 | +28 | 36 | 2.     |
| 1968/69                      | I. A třída Jihomoravské oblasti – sk. A      | 5      | 26 | 15 | 5 | 6  | 51  | 30 | +21 | 35 | 2.     |
| 1969/70                      | Jihomoravský župní přebor                    | 5      | 26 | 9  | 3 | 14 | 47  | 61 | −14 | 29 | 7.     |
| 1970/71                      | Jihomoravský župní přebor                    | 5      | 26 | 14 | 5 | 7  | 52  | 34 | +18 | 33 | 5.     |
| 1971/72                      | Jihomoravský župní přebor                    | 5      | 26 | 12 | 8 | 6  | 40  | 31 | +9  | 32 | 4.     |
| 1972/73                      | Jihomoravský krajský přebor                  | 5      | 30 | 11 | 7 | 12 | 41  | 56 | −15 | 29 | 12.    |
| 1973/74                      | I. A třída Jihomoravského kraje – sk. A      | 6      | 26 | 11 | 6 | 9  | 54  | 39 | +15 | 28 | 5.     |
| 1974/75                      | I. A třída Jihomoravského kraje – sk. A      | 6      | 26 | 18 | 3 | 5  | 83  | 30 | +53 | 39 | 1.     |
| 1975/76                      | Jihomoravský krajský přebor                  | 5      | 30 | 4  | 6 | 20 | 30  | 73 | −43 | 14 | 16.    |
| 1976/77                      | I. A třída Jihomoravského kraje – sk. A      | 6      | 26 | 11 | 6 | 9  | 40  | 40 | 0   | 28 | 7.     |
| 1977/78                      | I. A třída Jihomoravského kraje – sk. A      | 5      | 26 | 8  | 6 | 12 | 39  | 49 | −10 | 22 | 11.    |
| 1978/79                      | I. A třída Jihomoravského kraje – sk. A      | 5      | 26 | 8  | 8 | 10 | 41  | 39 | +2  | 24 | 11.    |
| 1979/80                      | I. B třída Jihomoravského kraje – sk. A      | 6      | 30 | …  | … | …  | …   | …  | …   |    | 1.     |
| 1980/81                      | I. A třída Jihomoravského kraje – sk. A      | 5      | 30 | 15 | 9 | 6  | 63  | 40 | +23 | 39 | 2.     |
| 1981/82                      | Jihomoravský krajský přebor                  | 5      | 30 | 11 | 7 | 12 | 39  | 46 | −7  | 29 | 8.     |
| 1982/83                      | Jihomoravský krajský přebor                  | 5      | 30 | 9  | 6 | 15 | 47  | 56 | −9  | 24 | 12.    |
| 1983/84                      | Jihomoravský krajský přebor – sk. A          | 5      | 26 | 8  | 3 | 15 | 31  | 49 | −18 | 19 | 13.    |
| 1984/85                      | Jihomoravská krajská soutěž I. třídy – sk. A | 6      | 30 | …  | … | …  | …   | …  | …   |    | 1.     |
| 1985/86                      | Jihomoravský krajský přebor – sk. A          | 5      | 26 | 6  | 4 | 16 | 28  | 58 | −30 | 16 | 12.    |

Poznámky:
- 1963/64: Utkání posledního kola v Náměšti nad Oslavou proti domácí Dukle bylo původně odloženo pro nezpůsobilost hřiště.[14] Vzhledem k tomu, že jeho výsledek již nemohl změnit pořadí na chvostu tabulky, nebylo nakonec sehráno.[15]
- 1969/70: V této sezoně byl v Jihomoravském župním přeboru zkoušen (a po sezoně zrušen) tento systém bodování – za vítězství rozdílem dvou a více branek se vítězi udělovaly 3 body, za vítězství o jednu branku 2 body, za bezbrankovou remízu nezískal bod ani jeden ze soupeřů, při jakékoli jiné remíze si soupeři rozdělili po bodu.

## TJ Spartak Třebíč „B“
TJ Spartak Třebíč „B“ byl rezervním týmem Spartaku, který se pohyboval v okresních a krajských soutěžích.

### Umístění v jednotlivých sezonách
Stručný přehled
Zdroj:
- 1955–1958: I. A třída Jihlavského kraje
- 1958–1959: I. B třída Jihlavského kraje
- 1974–1976: I. B třída Jihomoravského kraje – sk. A
- 1976–1983: Okresní přebor Třebíčska

Jednotlivé ročníky
Zdroj:
Legenda: Z – zápasy, V – výhry, R – remízy, P – porážky, VG – vstřelené góly, OG – obdržené góly, +/− – rozdíl skóre, B – body, červené podbarvení – sestup, zelené podbarvení – postup, fialové podbarvení – reorganizace, změna skupiny či soutěže
| Československo (1955 – 1983) |                                         |        |    |    |   |    |    |     |     |    |        |
| Sezóny                       | Liga                                    | Úroveň | Z  | V  | R | P  | VG | OG  | +/− | B  | Pozice |
| 1955                         | I. A třída Jihlavského kraje            | 4      | 22 | 4  | 5 | 13 | 46 | 77  | −31 | 13 | 10.    |
| 1956                         | I. A třída Jihlavského kraje            | 4      | 22 | 9  | 1 | 12 | 48 | 62  | −14 | 19 | 8.     |
| 1957/58                      | I. A třída Jihlavského kraje            | 4      | 33 | 8  | 2 | 23 | 58 | 125 | −67 | 18 | 11.    |
| 1958/59                      | I. B třída Jihlavského kraje            | 5      | 24 | 16 | 3 | 5  | 96 | 67  | +29 | 35 | 3.     |
| ...                          |                                         |        |    |    |   |    |    |     |     |    |        |
| 1974/75                      | I. B třída Jihomoravského kraje – sk. A | 7      | 26 | 8  | 5 | 13 | 40 | 48  | −8  | 21 | 11.    |
| 1975/76                      | I. B třída Jihomoravského kraje – sk. A | 7      | 26 | 7  | 1 | 18 | 27 | 69  | −42 | 15 | 14.    |
| 1976/77                      | Okresní přebor Třebíčska                | 8      | 22 | 10 | 6 | 6  | 42 | 33  | +9  | 26 | 4.     |
| 1977/78                      | Okresní přebor Třebíčska                | 7      | 22 | 10 | 5 | 7  | 40 | 35  | +5  | 25 | 4.     |
| 1978/79                      | Okresní přebor Třebíčska                | 7      | 22 | …  | … | …  | …  | …   | …   |    |        |
| 1979/80                      | Okresní přebor Třebíčska                | 7      | 26 | …  | … | …  | …  | …   | …   |    |        |
| 1980/81                      | Okresní přebor Třebíčska                | 7      | 26 | …  | … | …  | …  | …   | …   |    |        |
| 1981/82                      | Okresní přebor Třebíčska                | 8      | 26 | …  | … | …  | …  | …   | …   |    |        |
| 1982/83                      | Okresní přebor Třebíčska                | 8      | 26 | …  | … | …  | …  | …   | …   |    |        |